# Cephalodromia pusaensis
Cephalodromia pusaensis är en tvåvingeart som först beskrevs av Kapoor och Agarwal 1979.  Cephalodromia pusaensis ingår i släktet Cephalodromia och familjen svävflugor. Inga underarter finns listade i Catalogue of Life.